# Pearl City (Illinois)
Pour les articles homonymes, voir Pearl City (homonymie).
Pearl City est un village du comté de Stephenson, dans l'Illinois, aux États-Unis. Fondé en juin 1891 sous le nom de Yellow Creek, il est incorporé le 21 mars 1893. Lors du recensement de 2010, le village comptait une population de 838 habitants. Le village est baptisé Pearl City en 1892.

## Source de la traduction
- (en) Cet article est partiellement ou en totalité issu de l’article de Wikipédia en anglais intitulé « Pearl City, Illinois » (voir la liste des auteurs).